# Jamaika-Leguan
Der 100 bis 130 Zentimeter lange Jamaika-Leguan (Cyclura collei) ist eine der am stärksten bedrohten Reptilienarten der Erde. Der Gesamtbestand beträgt nur wenige 100 Exemplare.

## Aussehen
Die Kopf-, Hals- und Brustpartie sowie die Vordergliedmaßen sind braun, der übrige Körper ist grau. Die kurzen, scharfen Dornen entlang der Rückenlinie sind am Nacken braun und gehen nach hinten ins Graue über. Die Beine sind kräftig und mit langen Krallen versehen. Die Haut am Kehlsack und an den Körperseiten ist sehr faltig, der Bauch ist nicht gefurcht. Der kräftige Kopf ist länglich und mit einzelnen größeren dornigen Schuppen versehen. Die Schwanzlänge beträgt zwischen 50 und 60 Zentimeter. Als Jungtiere weisen sie helle und dunkle Streifen zur besseren Tarnung vor Feinden auf.

## Lebensweise
Die Tiere halten sich am meisten am Boden auf, gelegentlich kriechen sie auf mittelhohe Bäume. In jungen Jahren ernähren sie sich vor allem von Insekten. Einem adulten Exemplar zählen Insekten, kleine Wirbeltiere wie Vogelküken und auch süße Früchte und frische Baumtriebe als Nahrung. Ältere Exemplare bevorzugen vegetarische Kost. Sie sind vor allem in den frühen Morgen- und Abendstunden unterwegs und meiden die pralle Mittagshitze. Zur Abkühlung ziehen sie sich in den Schatten zurück oder genehmigen sich ein kühlendes Bad. Zum Schutz vor Feinden verstecken sie sich im Geröll der Felsen, oder sie graben sich mit ihrem scharfen Krallen unterirdische Baue. Mit dem kräftigen Schwanz schlägt das Tier seine Feinde in die Flucht. Die Lebenserwartung beträgt ca. 17 Jahre.

## Fortpflanzung
Das Weibchen legt 2–6 Eier, die mit einer zähen ledrigen Schale versehen sind, in ein selbst gegrabenes Erdloch. Nach etwa 50 Tagen schlüpfen die Jungen und sind sofort selbständig.

## Verbreitung

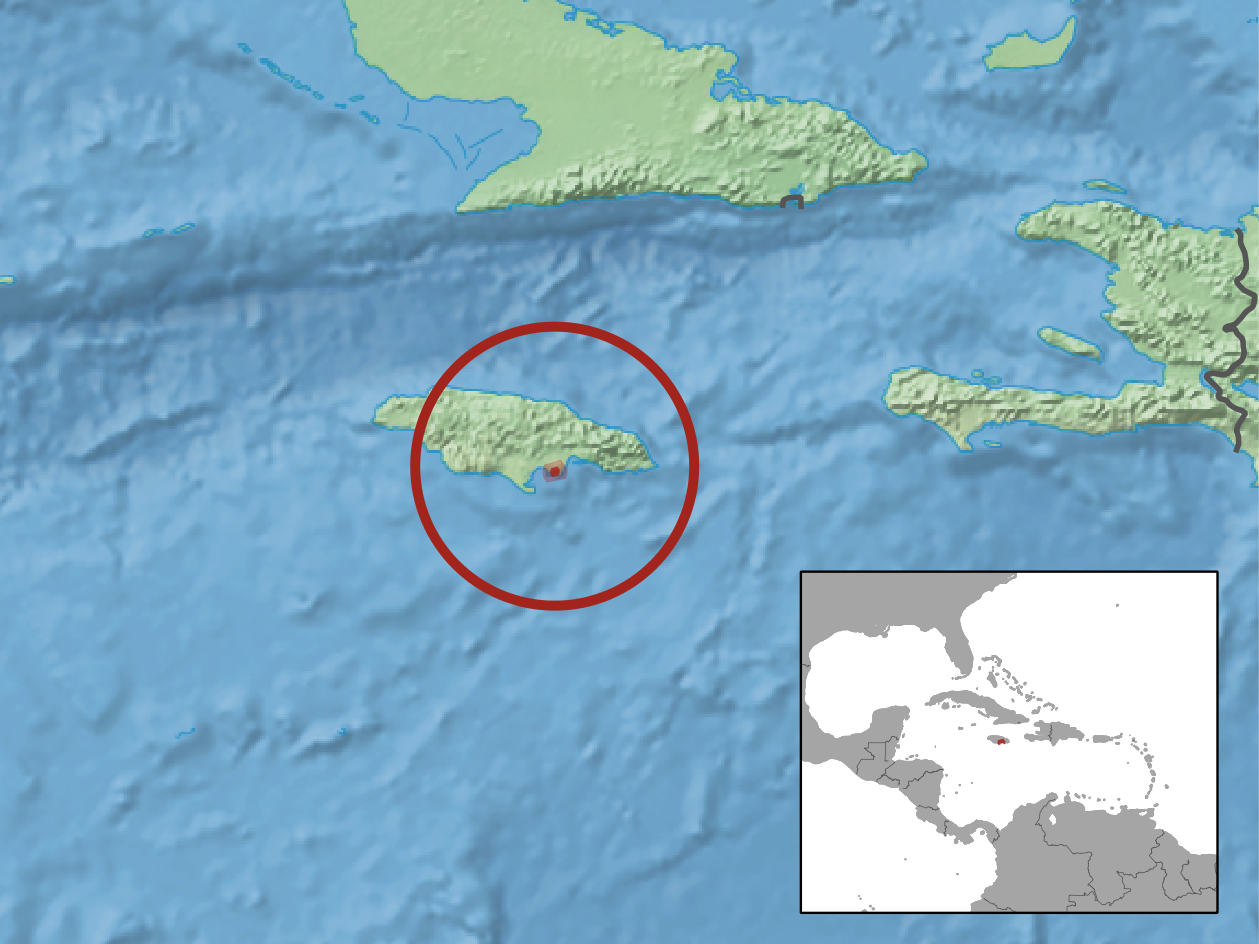
Heutige Verbreitung des Jamaika-Leguans

Der Jamaika-Leguan kommt nur auf Jamaika vor. Diese Art bewohnt die dortigen Mangrovenwälder.

## Gefährdung und Schutzmaßnahmen
ie IUCN listet den Jamaika-Leguan in der Kategorie (Critically Endangered) vom Aussterben bedroht ein. Die Gründe dafür sind die extrem geringe Individuen Anzahl (200–300) und die Verbreitung an nur 2 engbegrenzten natürlichen Standorten. Als Ursache sind die Nachstellungen durch vom Menschen eingeführten Haushunde, Indischen Mungo, Ratten sowie die Zerstörung des Lebensraums für landwirtschaftliche Flächen, den Bergbau und die Jagd sowie das Sammeln der Jungtiere für den Tierhandel. Zwischen 1940 und 1990 galt diese Art schon als verschollen, ehe sie in der Nähe von Kingston wiederentdeckt wurde. Zurzeit wird in mehreren zoologischen Anlagen in den Vereinigten Staaten eine Zucht in Gefangenschaft zur Bestandaufstockung durchgeführt. Des Weiteren wird die Bekämpfung invasiver Tierarten (Indischer Mungo, Hausziege) und die Errichtung einer zweiten getrennten Population in ihrem natürlichen Lebensraum gefördert. Dank der strengen Schutzmaßnahmen stieg der Bestand von 300 Exemplaren im Jahr 1997 auf 500 bis 600 Exemplare im Jahr 2021.